# Suta flagellum
Suta flagellum — вид отруйних змій родини аспідових (Elapidae). Ендемік Австралії.

## Поширення і екологія
Suta flagellum мешкають на сході і півдні Нового Південного Уельсу, у Вікторії, на південному сході Південної Австралії, біля кордону з Вікторією, а також на острові Кенгуру та в горах Маунт-Лофті, неподалік від Аделаїди. Вони живуть в різноманітних природних середовищах, від склерофільних лісів до луків і прибережних пустищ, під камінням і поваленими деревами. Живляться ящірками і амфібіями. Яйцеживородні, народжують 7 дитинчат.